# Col·legi del Roser
El Col·legi del Roser és un edifici del municipi de Sant Julià de Vilatorta (Osona) que forma part de l'Inventari del Patrimoni Arquitectònic de Catalunya.

## Descripció

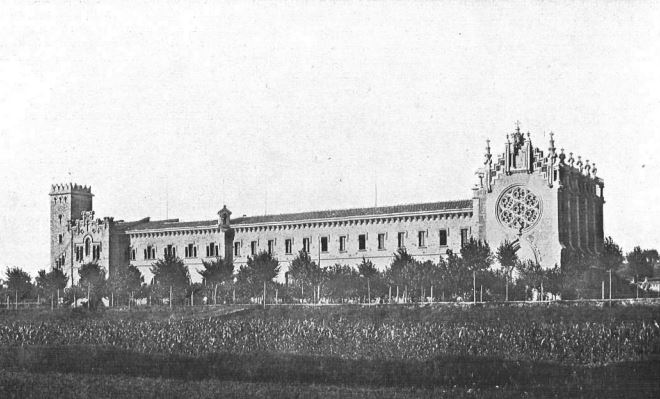
Any 1904

És un col·legi de planta rectangular, amb un cos centrat allargassat horitzontalment i dos cossos a cada extrem amb disposició vertical. El de la part esquerra correspon a la porteria i el de la part dreta a la capella. Al cos esquerre hi ha un annex que forma una espècie de torre acabada amb merlets, que feia d'observatori.
Els sistemes d'obertura són diferents, no segueixen cap pauta (rectangulars, en forma d'arc, etc.) enfront d'aquest edifici n'hi ha un altre destinat a magatzem que té unes característiques constructives similars.
Els materials són molt variats: pedra, totxo vermell, mosaic, vitralls i ferro.

## Història

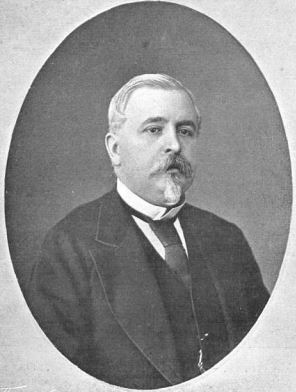
Josep Puig i Cunyer

Josep Puig i Cunyer, nascut a Breda, estiuejava a Sant Julià de Vilatorta i, amb el desig de realitzar una obra benèfica va fer construir el col·legi d'orfes que s'inaugurà l'any 1894.
Tres anys més tard s'hi instal·là un observatori meteorològic que fou el primer de la comarca. També es creà un interessant museu de ciències naturals, aquestes dues tasques eren portades a terme pel pare Cazador.
L'any 1958 es produí un incendi que destruí el museu i la biblioteca. L'any 1972 es realitzà una reforma que modificà parcialment l'estructura interna del col·legi.